# Ministeri de l'Interior de Luxemburg
El Ministeri de l'Interior de Luxemburg (en francès: Ministère de l'Intérieur) és un departament del Govern de Luxemburg, responsable regional de la planificació, incloses les relacions amb les regions veïnes alemanyes, franceses i belgues en el marc de la Gran Regió de Luxemburg. També és responsable de les relacions amb els municipis i, des del 2009, des de la fusió del Ministeri de la Força Pública, una vegada més, de la policia.